# تشارلز إيفرت غراهام
تشارلز إيفرت غراهام هو سياسي كندي، ولد في 2 نوفمبر 1844، وتوفي في 13 يناير 1921.